# Pozdní novorozenecká úmrtnost
Pozdní novorozenecká úmrtnost (pozdní neonatální úmrtnost) – (tkúČR7-27) se řadí mezi ukazatele analyzující kojeneckou úmrtnost. Představuje podíl zemřelých dětí od prvního týdne do konce prvního měsíce po narození (D7-27) ku živě narozeným (Nv). Značí, kolik dětí zemřelo v intervalu 7. až 28. dne od narození na tisíc živě narozených dětí.
{\displaystyle ku_{7-27}^{CR}\,\ ={\frac {D_{7-27}\,\!}{N^{v}}}*1000}

## Popis ukazatele
tkúČR7-27
- dolní index t značí rok, ke kterému úmrnost patří
- horní index ČR značí v tomto případě Českou republiku, je vhodný, když srovnáváme několik zemí najednou
- dolní index 7-27 značí dobu, ke které se daný ukazatel úmrtnosti vztahuje, tj. k pozdní novorozenecké úmrnosti

příklad: 2004kúČR7-27 = 0,962 ‰
 
(pozdní novorozenecká úmrtnost v ČR v roce 2004; na tisíc živě narozených zemřelo v daném intervalu přibližně jedno dítě)